# Аркаєво
Аркаєво (рос. Аркаево) — село в Сурському районі Ульяновської області Російської Федерації.
Населення становить 187 осіб. Входить до складу муніципального утворення Астрадамовське сільське поселення.

## Історія
Від 2004 року входить до складу муніципального утворення Астрадамовське сільське поселення.

## Населення
| 2010 |
| ---- |
| 187  |